# Nichtarguér
Nichtarguér est un îlot de France situé dans la rivière d'Étel, en Bretagne.

## Géographie
L'îlot est situé près de la rive orientale de la rivière d'Étel, à une centaine de mètres au nord-ouest du village de Saint-Cado et à peu près autant au sud-ouest de l'île de Saint-Cado, sur la commune de Belz.
Nichtarguér est un îlot mesurant environ 25 mètres de diamètre à marée haute ; à marée basse, la rivière découvre une bande de sable d'environ 100 mètres de longueur.
La principale caractéristique de l'îlot est la maison qui a été construite dessus en 1894. De forme rectangulaire, en pierre, au toit pentu en ardoises recouvertes de lichens et à la porte et aux volets peints en bleu clair, cette maison a été construite pour le gardien du parc ostréicole.

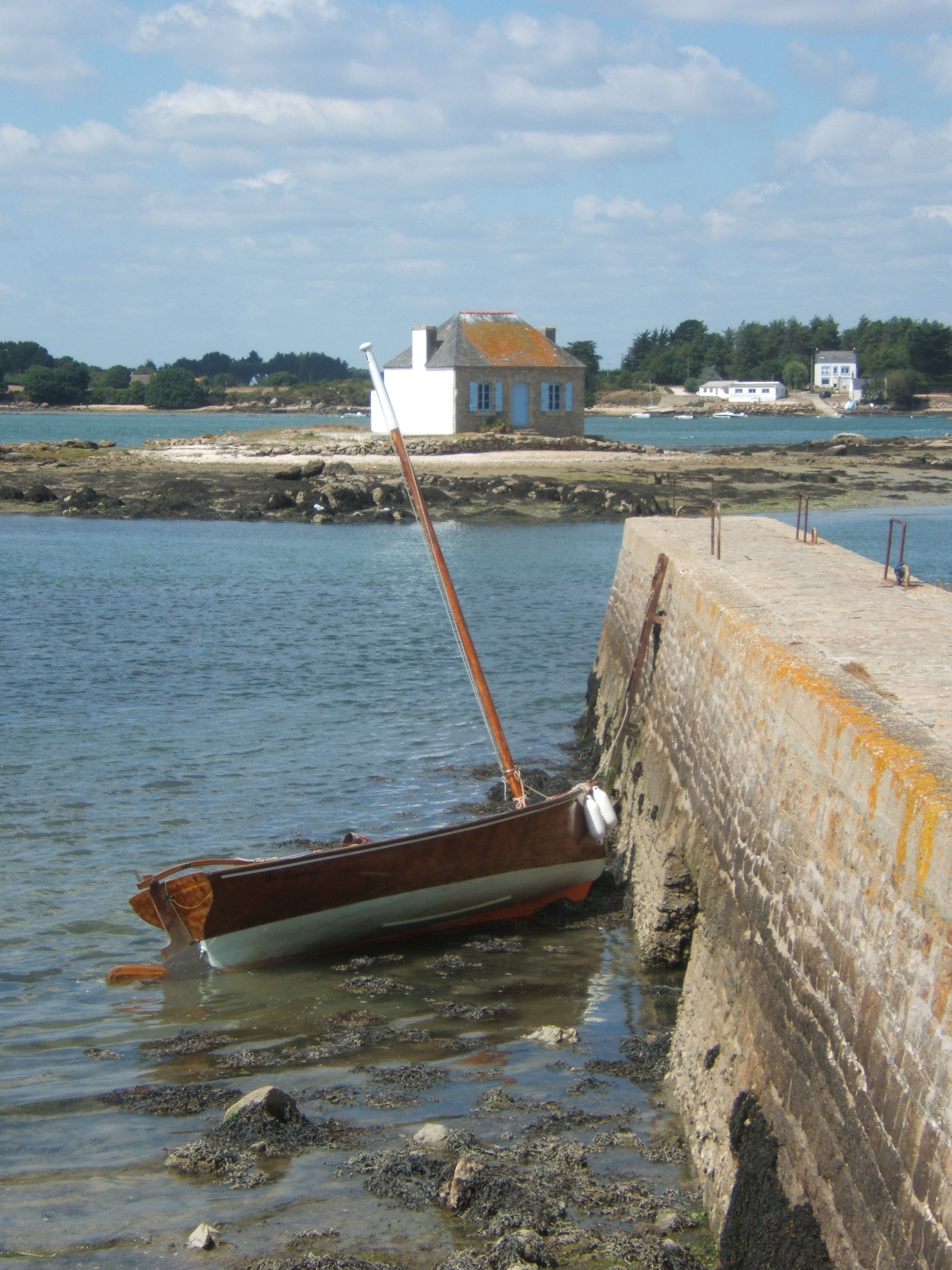
Vue de Nichtarguér depuis le port de Saint-Cado.
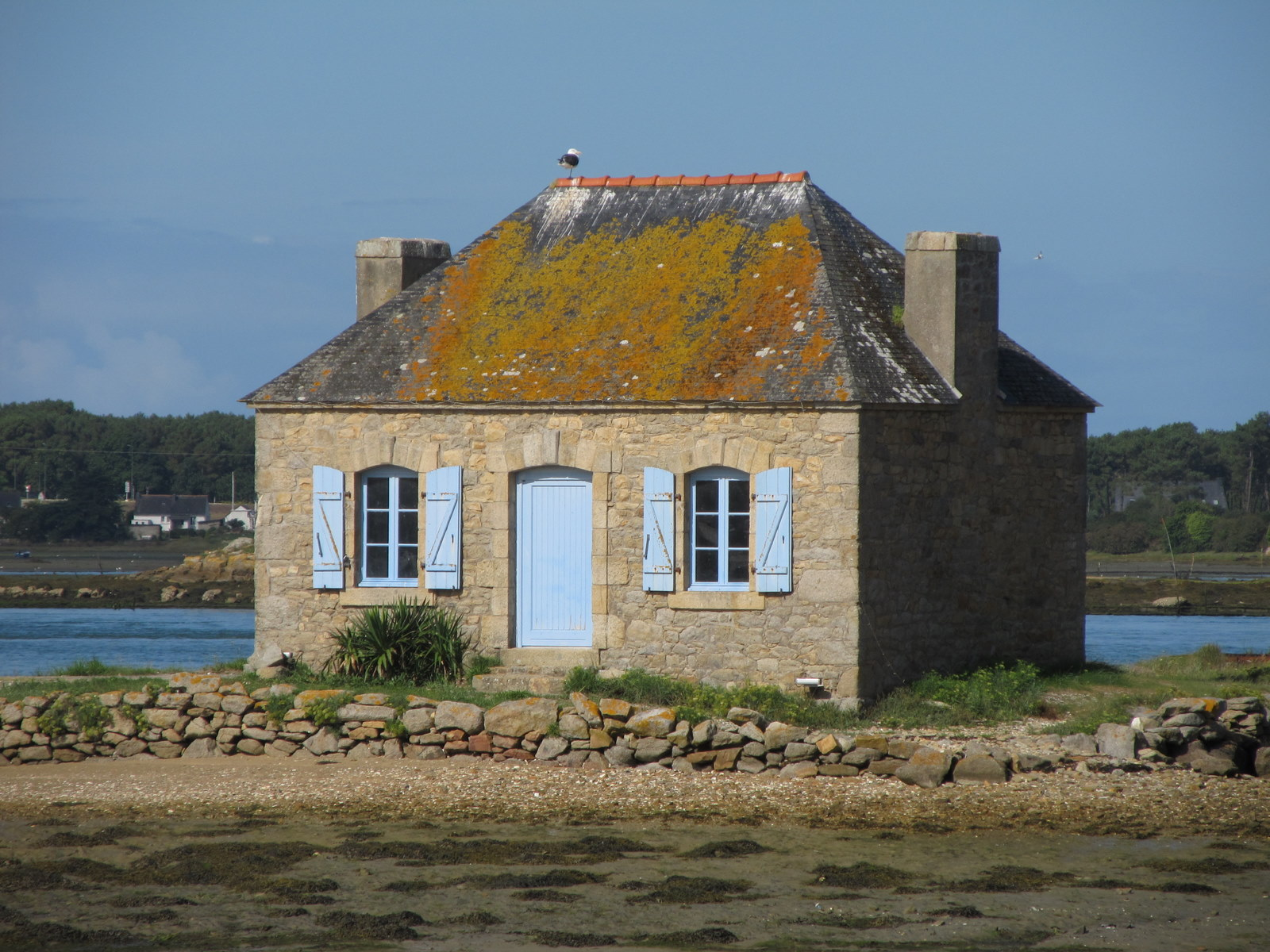
Vue rapprochée de la maison de Nichtarguér.